# Syllepte glaucopidalis
Syllepte glaucopidalis là một loài bướm đêm trong họ Crambidae.